# In the Mountain in the Cloud
In the Mountain in the Cloud è il sesto album in studio del gruppo musicale statunitense Portugal. The Man, pubblicato nel 2011.

## Tracce
Testi e musiche di John Baldwin Gourley.
1. So American – 3:36
2. Floating (Time Isn't Working My Side) – 3:36
3. Got It All (This Can't Be Living Now) – 3:46
4. Senseless – 3:26
5. Head Is a Flame (Cool with It) – 3:33
6. You Carried Us (Share with Me the Sun) – 4:07
7. Everything You See (Kids Count Hallelujahs) – 4:15
8. All Your Light (Times Like These) – 4:26
9. Once Was One – 4:22
10. Share with Me the Sun – 2:44
11. Sleep Forever – 6:19